# الکس میچان
الکس میچان (انگلیسی: Alex Meechan؛ زادهٔ ۲۹ ژانویهٔ ۱۹۸۰) بازیکن فوتبال اهل بریتانیا است.
از باشگاه‌هایی که در آن بازی کرده‌است می‌توان به باشگاه فوتبال یورک سیتی، باشگاه فوتبال سوئیندون تاون، باشگاه فوتبال آلترینچام، باشگاه فوتبال یئوویل تاون، باشگاه فوتبال بارو، باشگاه فوتبال ویتون آلبیون، باشگاه فوتبال استالی‌بریج سلتیک، باشگاه فوتبال تلفورد یونایتد، باشگاه فوتبال ووستر سیتی، باشگاه فوتبال داگنم و ردبریج، باشگاه فوتبال بریستول سیتی، باشگاه فوتبال کولوین بای، باشگاه فوتبال فارست گرین راورز، باشگاه فوتبال هروگیت تاون، و باشگاه فوتبال درویلزدن اشاره کرد.